# 法爾圖基夫卡
49°32′49″N 39°27′2″E / 49.54694°N 39.45056°E
法尔图希夫卡（羅馬化：Fartukhivka），2024年9月前名为法爾圖基夫卡（烏克蘭語：Фартуківка），是位於烏克蘭東部的村莊，由盧甘斯克州舊比利斯克區的馬爾基夫卡市鎮負責管轄。該村始建於1952年，面積0.1平方公里，海拔高度170米，2001年人口115，人口密度每平方公里1,105.8人。
2024年9月19日，乌克兰最高拉达将此村的名字改为法尔图希夫卡。